# Patriziella sardoa
Patriziella sardoa es una especie de escarabajo del género Patriziella, familia Leiodidae. Fue descrita por René Gabriel Jeannel en 1956.

## Distribución
Se encuentra en Cerdeña.